# Rodrigo Moura
Rodrigo Moura Nascimento (25 gennaio 1996) è un calciatore brasiliano, portiere del Persijap Jeapara in prestito dal Chaves.

## Carriera
Cresciuto nel settore giovanile dell'Atlético Paranaense, ha trascorso la prima parte della carriera nella terza divisione portoghese con le maglie di Vilafranquense, Olhanense e Águeda. Il 5 luglio 2021 si è trasferito al Trofense, club della seconda divisione portoghese. Il 29 giugno 2022 è stato acquistato dal Chaves e il 20 febbraio 2023 ha esordito in Primeira Liga, disputando l'incontro perso 2-3 contro lo Sporting Lisbona.

## Statistiche

### Presenze e reti nei club
Statistiche aggiornate all'11 marzo 2023.
| Stagione        | Squadra         | Campionato      | Campionato | Campionato | Coppe nazionali | Coppe nazionali | Coppe nazionali | Coppe continentali | Coppe continentali | Coppe continentali | Altre coppe | Altre coppe | Altre coppe | Totale | Totale |
| Stagione        | Squadra         | Comp            | Pres       | Reti       | Comp            | Pres            | Reti            | Comp               | Pres               | Reti               | Comp        | Pres        | Reti        | Pres   | Reti   |
| --------------- | --------------- | --------------- | ---------- | ---------- | --------------- | --------------- | --------------- | ------------------ | ------------------ | ------------------ | ----------- | ----------- | ----------- | ------ | ------ |
| 2021-2022       | Trofense        | LdH             | 22         | -28        | CP+CdL          | 1+0             | -2; 0           |                    | -                  | -                  |             | -           | -           | 23     | -30    |
| 2022-2023       | Chaves          | PL              | 4          | -7         | CP+CdL          | 1+0             | -3; 0           |                    | -                  | -                  |             | -           | -           | 5      | -10    |
| Totale carriera | Totale carriera | Totale carriera | 26         | -35        |                 | 2               | -5              |                    | -                  | -                  |             | -           | -           | 28     | -40    |